# Ricky Merino
Ricardo Luis Urdiales Merino (Palma, Illes Balears; 1 de setembre de 1986), popularment conegut com a Ricky Merino, és un cantant, actor i presentador de televisió mallorquí que va saltar a la fama després de la seva participació en el programa musical Operación Triunfo 2017. Des de la seva participació, ha llançat amb èxit al mercat diversos temes en solitari, participat en una extensa gira i en diversos programes de televisió, així com en la plataforma Netflix a escala internacional amb el programa ¡A cantar!.
Entre 2011 i 2014 Ricky complementa la seva formació en interpretació, cant i ball per desenvolupar les seves aptituds i inquietuds artístiques. En aquests anys comença a escriure i dirigir els seus propis curtmetratges entre els quals destaquen No respires (2013), seleccionat i guardonat en més de vint festivals nacionals i internacionals, Motivo de una ruptura (2014), Por reptición (2014) tots dos finalistes en la XII edició del Jameson Notodofilmfest i la websèrie La movida (2011-12).

## Discografia
Senzills
2017: «Nuestra Isla»
2018: «Miénteme»
2019: «A Mi Manera»
2020: «Perfecto»
2020: «Bestia» (con Danny Romero)
2020: «Smalltown Boy»
2020: «Smalltown Boy» (feat. Conchita Wurst)
 EP 
2019: «Miénteme (Maxisingle)»
 Col·laboracions 
2020: «Piensa En Positivo» (amb Agoney, Aleks Syntek, Buika, Delaporte, Escuela Jana, Fran Perea, Jaime Summers, Jorge Megó, Kika Lorace, La Prohibida, Miguel Lara, Molina Molina, Paco Clavel, Rafa Sánchez, Sara Pérez, Siloé, The Porto Sisters, Varry Brava i Vega)